# Instituto cultural afro-árabe
El Instituto cultural afro-árabe (en francés: l'Institut Culturel Afro-Arabe ) es una organización cultural en Bamako, en el país africano de Malí. El Instituto fue creado en abril de 2002 para facilitar y promover las relaciones y el intercambio entre los pueblos africanos y árabes a través de la cultura. Las metas y objetivos del instituto han sido redefinidos en varias ocasiones desde su creación, y hay planes para transformarla en el Instituto afro-Árabe de Cultura y Estudios Estratégicos, lo que refleja su enfoque actual en la investigación y el intercambio cultural.